# الطريق الجهوية رقم 52 (تونس)
الطريق الجهوية رقم 52 أو ط ج 52 طريق ثانوية تونسية تصل بين الطريق الوطنية رقم 11 (قرب مدينة باجة) ومدينة نفزة.